# Thale
Thale − miasto w Niemczech, w kraju związkowym Saksonia-Anhalt, w powiecie Harz.
1 stycznia 2009 do miasta przyłączono gminy Neinstedt i Weddersleben, 1 czerwca natomiast Altenbrak i Treseburg. 23 listopada w wyniku reformy administracyjnej do Thale włączono gminy Friedrichsbrunn oraz Stecklenberg. Od 1 września 2010 była gmina Westerhausen jest również dzielnicą miasta. 1 stycznia 2011 do miasta włączono gminę Allrode.

## Współpraca
Miejscowości partnerskie:
- Juvisy-sur-Orge, Francja
- Seesen, Dolna Saksonia
- Tillabéri, Niger